# 霍华德·迪安
霍华德·迪安（英語：Howard Dean，1948年11月17日—）是一位美国前政治人物，曾于1991年至2001年担任第79任佛蒙特州州长，2005年至2009年任民主党全国委员会（DNC）主席。迪安是2004年美国总统选举民主党提名的总统候选人之一。

## 简介
1987年至1991年迪安任佛蒙特州副州长，1983年至1986年任佛蒙特州众议院议员。在2004年美国总统选举中，在艾奥瓦州（预选会议）之前，迪安是民主党总统候选人中最大的筹款人和领先者。尽管他的总统竞选失败，但迪安首创的基于互联网和草根的筹款，围绕民众呼吁小额捐赠者比接触少数潜力较大的捐赠者更符合成本效益，并促进民众更普遍积极的参与民主制。
在进入政界之前，迪安在1978年从阿尔伯特·爱因斯坦医学院获得医学士学位。1982年迪安代表民主党当选为佛蒙特州众议院议员，1986年当选副州长。两个职位都是兼职，他仍然继续行医。1991年，前任州长在办公室去世，迪安成为佛蒙特州州长。迪安随后又选举胜利，获得两个五年任期，任职时间从1991至2003年，使他成为佛蒙特州历史上任职时间第二长的州长。1994年至1995年任全国州长协会主席；在他任期内，佛蒙特还清了它的公共债务，平衡预算11次，降低所得税2次。他是全民医疗服务的坚定支持者。
迪安痛斥2003年入侵伊拉克，并呼吁民主党人反对布什政府。迪安表现了自己的筹款能力，是通过互联网政治筹款的先驱，然而，他输给了马萨诸塞州参议员约翰·克里。迪安在2005年2月当选为民主党全国委员会主席。迪安倡导的战略使民主党在2006年中期选举中从通常支持共和党的州，如密苏里州和蒙大拿州获得了更多的参议院席位。在2008年的总统大选中，贝拉克·奥巴马也用了迪安的战略。
迪安退休后被推选为民主党全国委员会的名誉主席。他提到可能作为奥巴马政府卫生与公众服务部长和美国军医处处长。由于从民主党全国委员会主席的位置卸任，迪安既没有选举的职务，也没有民主党的官方立场，目前担任McKenna Long & Aldridge游说公司的顾问。迪安曾表示对2016年竞选总统的兴趣。

## 延伸阅读
- Dean, Howard. Howard Dean's Prescription for Real Healthcare Reform. Chelsea Green Publishing, 2009. ISBN 1-60358-228-2
- Dean, Howard. You Have the Power: How to Take Back Our Country and Restore Democracy in America. Simon & Schuster, 2004. ISBN 0-7432-7013-4
- Dean, Howard. Winning Back America. Simon & Schuster, 2003. ISBN 0-7432-5571-2
- Dunnan, Dana. Burning at the Grassroots: Inside the Dean Machine. Pagefree (vanity press), 2004. ISBN 1-58961-261-2
- Trippi, Joe. The Revolution Will Not Be Televised. ReganBooks, 2004. ISBN 0-06-076155-5
- Van Susteren, Dirk. Howard Dean: A Citizen's Guide to the Man Who Would Be President. Steerforth, 2003. ISBN 1-58642-075-5